# Shahid Nazeri
Shahid Nazeri (persan: شهید ناظری littéralement « Martyr Nazeri ») est un navire à double coque utilisé par la marine du Corps des gardiens de la révolution islamique d'Iran.

## Nom
Le navire porte le nom de Mohammad Nazeri, le premier commandant des marins des gardiens de la révolution. Il été appelé « Navire de soutien HARTH 55 » par les agences de renseignement militaires américaines.

## Description
Le navire mesure 55 mètres de long avec une capacité de soutien à longue portée revendiquée de 5 400 milles marins (10 000 kilomètres).
Avec une coque fine en aluminium, il aurait une capacité de transport de cent passagers et dispose également d'un héliport. La vitesse de Shahid Nazeri serait de 28 nœuds (52 km/h).
Chris Biggers a expliqué au journal Bellingcat que « [un] navire à grande vitesse semblable à un catamaran pourrait être utile à l'Iran pour s'établir en tant que puissance régionale, ainsi que pour déplacer les opérations au-delà du détroit d'Ormuz ». Le concept de catamaran a été repris sur la corvette Shahid Soleimani.

## Engagements
Shahid Nazeri a été mis en service en septembre 2016 à Bouchehr.
En avril 2017, des images satellite ont suggéré que Shahid Nazeri avait été transféré dans une base navale opérationnelle au siège de la 1ère région navale à Bandar Abbas.
Shahid Nazeri faisait partie des navires iraniens qui ont participé à l'exercice de guerre conjoint « Marine Security Belt » avec les marines chinoise et russe, dont les unités étaient dirigées respectivement par le destroyer chinois Xining (117) et la frégate russe Yaroslav Mudry (777) de la classe Neoustrachimy.

## Galerie

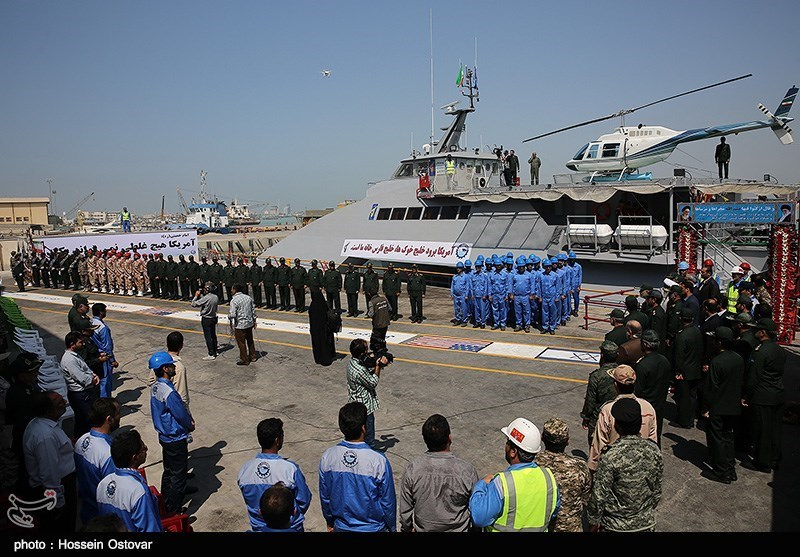
Coque en aluminium du navire
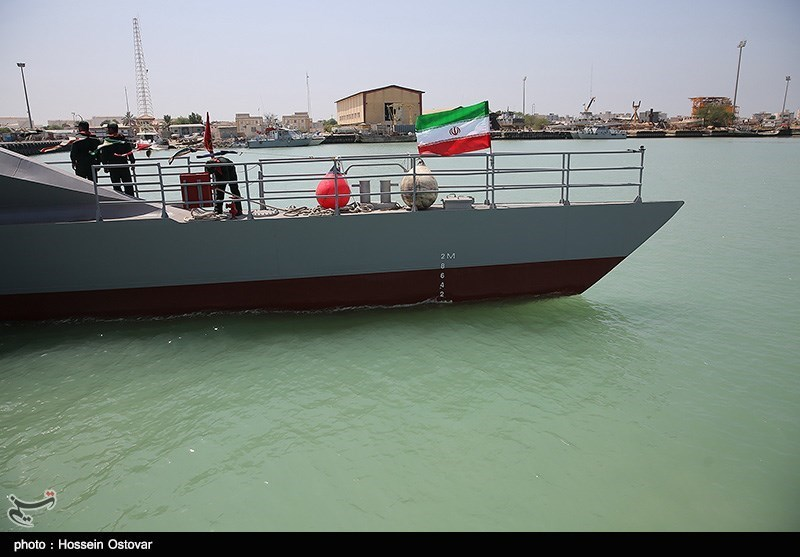
Ligne de flottaison